# Ґутковиці
Ґутковиці (пол. Gutkowice) — село в Польщі, у гміні Желехлінек Томашовського повіту Лодзинського воєводства.
Населення — 118 осіб (2011).
У 1975-1998 роках село належало до Пйотрковського воєводства.

## Демографія
Демографічна структура станом на 31 березня 2011 року:
|          | Загалом | Допрацездатний вік | Працездатний вік | Постпрацездатний вік |
| -------- | ------- | ------------------ | ---------------- | -------------------- |
| Чоловіки | 52      | 12                 | 33               | 7                    |
| Жінки    | 66      | 15                 | 31               | 20                   |
| Разом    | 118     | 27                 | 64               | 27                   |